# Kangnam állomás

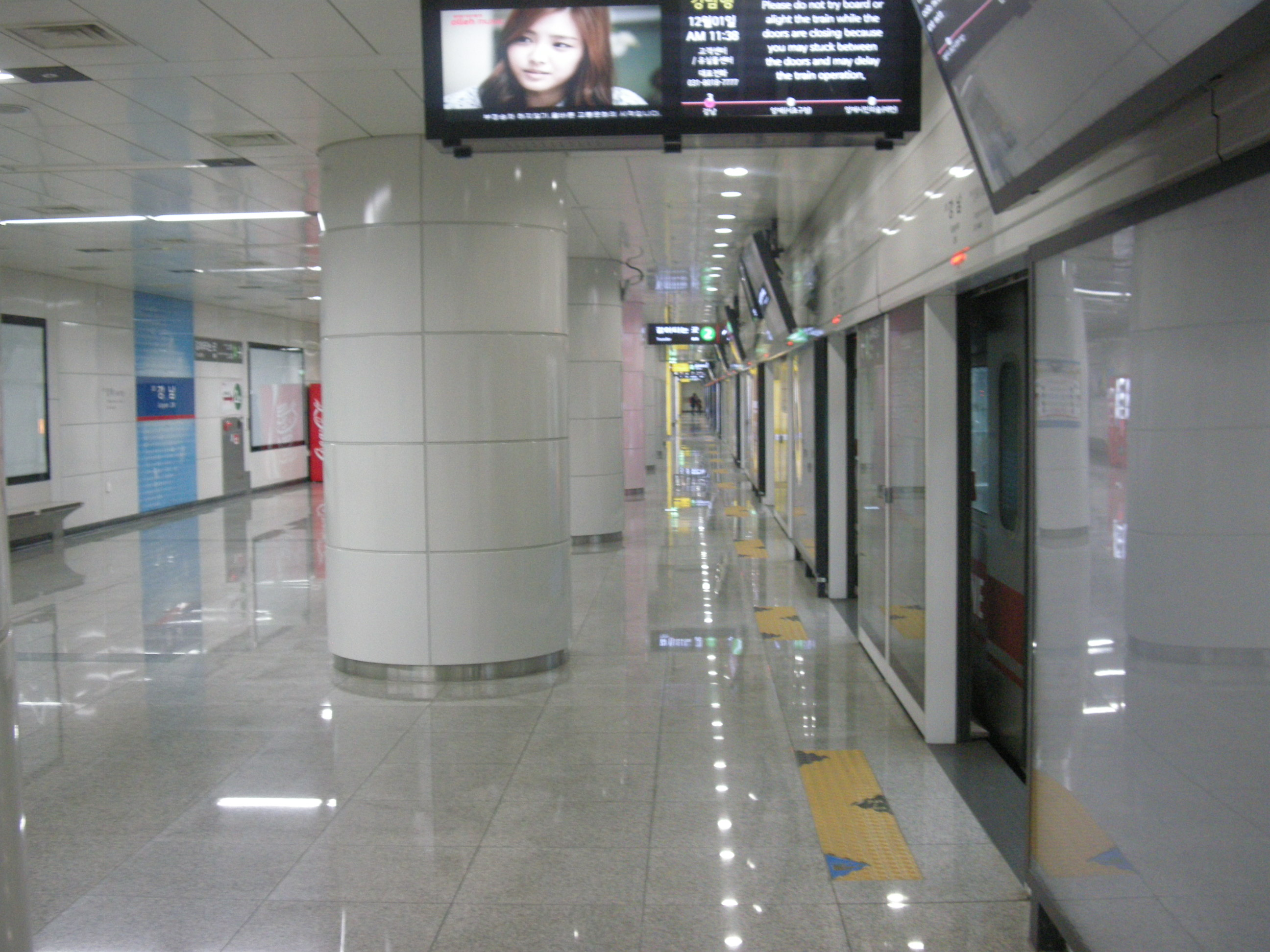

A Kangnam (Gangnam) állomás a szöuli metró 2-es és Sinbundang vonalának állomása; Szöul Kangnam-ku (Gangnam-gu) kerületében található. Közel van hozzá a Kukkivon (Kukkiwon), a dél-koreai taekwondoszövetség központja.

## Viszonylatok
| 2-es vonal                                     | 2-es vonal       | 2-es vonal                                                   |
| ---------------------------------------------- | ---------------- | ------------------------------------------------------------ |
| Jokszam (Yeoksam) (külső oldal) Városháza felé | fő vonal         | Tanítóképző (belső oldal) Cshungdzsongno (Chungjeongno) felé |
| Sinbundang vonal                               |                  |                                                              |
| végállomás                                     | Sinbundang vonal | Jangdzse (Yangjae) Kvanggjo (Gwanggyo) felé                  |